# شلات باي ديزنهوفن
شلات باي ديزنهوفن (بالألمانية: Schlatt bei Diessenhofen) هي بلدية سويسرية تتبع لمقاطعة فراونفيلد في كانتون تورغاو. تبلغ مساحتها 15.5 كيلومتر مربع، ويقدر عدد سكانها بـ 1652 نسمة (حسب تعداد ديسمبر 2015).